# Ken’ichi Suzuki
Ken’ichi Suzuki (jap. 鈴木賢一 Suzuki Ken’ichi; ur. 16 lutego 1969 w prefekturze Chiba) – japoński zapaśnik w stylu klasycznym. Dwukrotny olimpijczyk. Jedenasty w Barcelonie 1992 i ósmy w Atlancie 1996. Startował w kategorii 130 kg.
Srebrny medal na igrzyskach azjatyckich w 1994. Dwukrotny srebrny medalista mistrzostw Azji w 1992 i 1996. Piąty w Pucharze Świata w 1994 roku.